# 吹浦バイパス
吹浦バイパス（ふくらバイパス）は山形県飽海郡遊佐町菅里から同町女鹿に至る、延長5.7kmの国道7号のバイパス道路である。

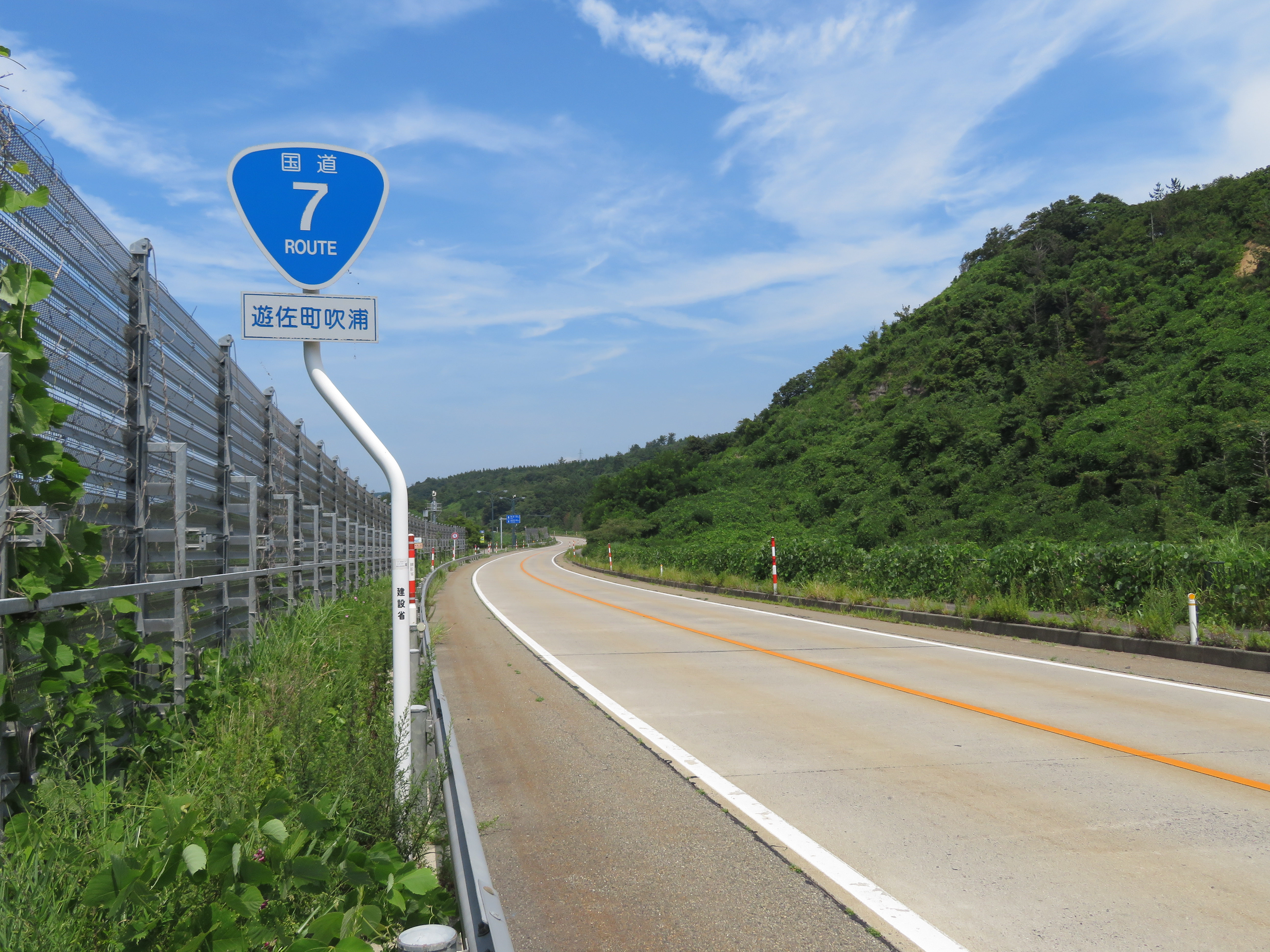
山形県遊佐町吹浦付近

## 概要
吹浦バイパスができるまで、国道7号における山形県飽海郡遊佐町菅里 - 同町女鹿区間は、入り組んだ海岸線の形状に沿って敷設された2車線の狭い道路であり、大型車の往来が多いことなどから危険性の高い道路であった。
当道路は、交通の円滑化・防災機能の向上・沿道環境の改善を目的に敷設されたバイパス道路である。開通後の旧道区間は、国道7号の指定を外れて国道345号単独区間になっている。

### 路線データ
- 路線名：国道7号
- 起点：山形県飽海郡遊佐町菅里（西浜交差点）
- 終点：山形県飽海郡遊佐町女鹿（女鹿交差点）
- 延長：5.7km
- 車線数：2車線
- 幅員：13.5m

## 歴史
- 1974年（昭和49年）：吹浦バイパス事業化
- 1981年（昭和56年）：用地確保に着手
- 1984年（昭和59年）：着工
- 1996年（平成8年）10月29日：遊佐町菅里 - 遊佐町吹浦間 (2.6km) 部分開通[1]
- 1999年（平成11年）11月6日：全線開通[2]